# Naulasaari (ö i Södra Savolax, S:t Michel, lat 61,42, long 26,64)
Naulasaari är en ö i Finland. Den ligger i sjön Juolasvesi och Sarkavesi och i kommunen Mäntyharju i den ekonomiska regionen  S:t Michel och landskapet Södra Savolax, i den södra delen av landet, 170 km nordost om huvudstaden Helsingfors. Öns area är 29,1 hektar och dess största längd är 1,3 kilometer i nord-sydlig riktning.